# الوكرة (ملحان)

تعديل مصدري - تعديل

الوكرة هي إحدى قرى عزلة الروضة بمديرية ملحان التابعة لمحافظة المحويت، بلغ تعداد سكانها 261 نسمة حسب تعداد اليمن لعام 2004.